# لشکر ۸ پیاده (ایالات متحده آمریکا)
لشکر ۸ پیاده (انگلیسی: 8th Infantry Division) لشکر پیاده‌نظام نیروی زمینی ایالات متحده آمریکا است، که در سال ۱۹۱۸ تأسیس شد و در سال ۱۹۹۲ منحل گردید.
لشکر ۸ پیاده یک لشکر پیاده‌نظام ارتش ایالات متحده در طول قرن بیستم بود. این لشکر در جنگ جهانی اول، جنگ جهانی دوم و عملیات طوفان صحرا حضور داشت. این واحد که در ابتدا در ژانویه ۱۹۱۸ فعال شد، در طول جنگ جهانی اول در نبردی شرکت نکرد و به ایالات متحده بازگشت. برخی از واحدها در نیروی اعزامی آمریکا به سیبری خدمت کردند. این لشکر که دوباره در ۱ ژوئیه ۱۹۴۰ به عنوان بخشی از تقویت نیروهای نظامی قبل از ورود ایالات متحده به جنگ جهانی دوم فعال شد، شاهد اقدامات گسترده‌ای در صحنه عملیات اروپا بود. پس از جنگ جهانی دوم، این لشکر به آلمان غربی منتقل شد و در آنجا در پادگان رز در باد کروزناخ مستقر ماند تا اینکه در ۱۷ ژانویه ۱۹۹۲ غیرفعال شد.